# Ansgarkirche (Kiel)

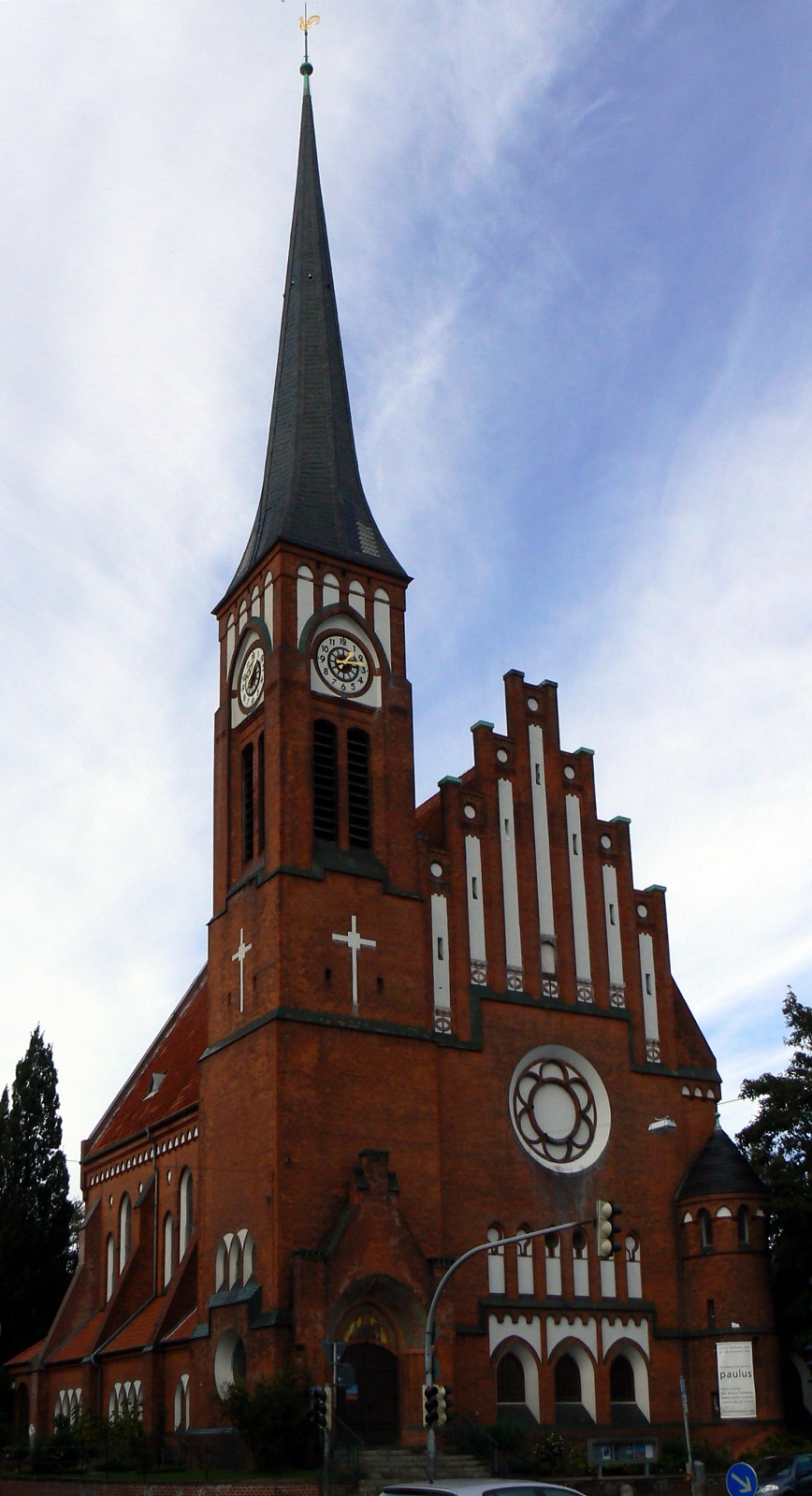
Ansgarkirche, Holtenauer Straße

Die evangelisch-lutherische Ansgarkirche ist ein Kirchengebäude im Kieler Stadtteil Kiel-Blücherplatz. Bis zum 31. Oktober 1996 beherbergte sie drei eigenständige Gemeinden Ansgar-Ost, Ansgar-West und Ansgar-Süd, die zum 1. November 1996 zu einer gemeinsamen Ansgargemeinde fusionierten. Diese verband sich zum 1. Januar 2008 mit der Heiligengeistgemeinde zur neuen Kirchengemeinde Heiligengeist, zu der auch die Pauluskirche gehört. Die Gemeinde gehört zur Evangelisch-Lutherischen Kirche in Norddeutschland (Nordkirche). 

## Architektur

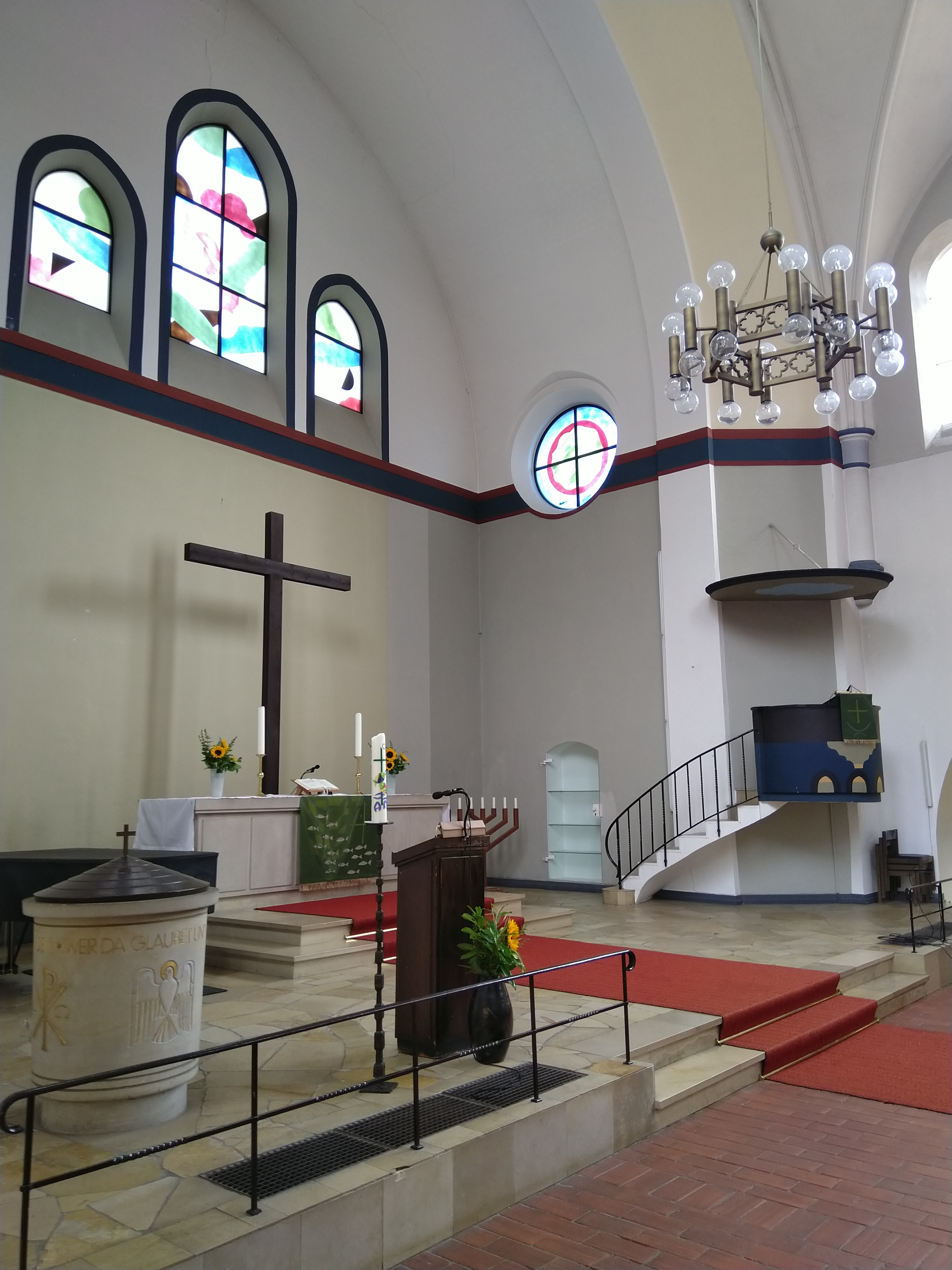
Altarraum

Die Saalkirche über rechteckigem Grundriss mit einem halbrunden Treppenturm an der rechten Seite wurde von 1901 bis 1903 nach Plänen des kaiserlichen Baurats und Kirchenbaumeisters Jürgen Kröger gebaut. Während die Außenansicht mit dem Treppengiebel, der Rosette und den weiß abgesetzten Flächen ganz in neugotischem Stil gehalten ist, zeigt der Innenraum romanische Anklänge und moderne schlichte Formen. Die Kirche wurde mit dem Altar nach Westen ausgerichtet, damit die Fassade zur Straße weist. Sie ist nach dem Grundbauplan eine Basilika, aber die Seitenschiffe sind so schmal und niedrig, dass sie eher wie Seitengänge wirken. 

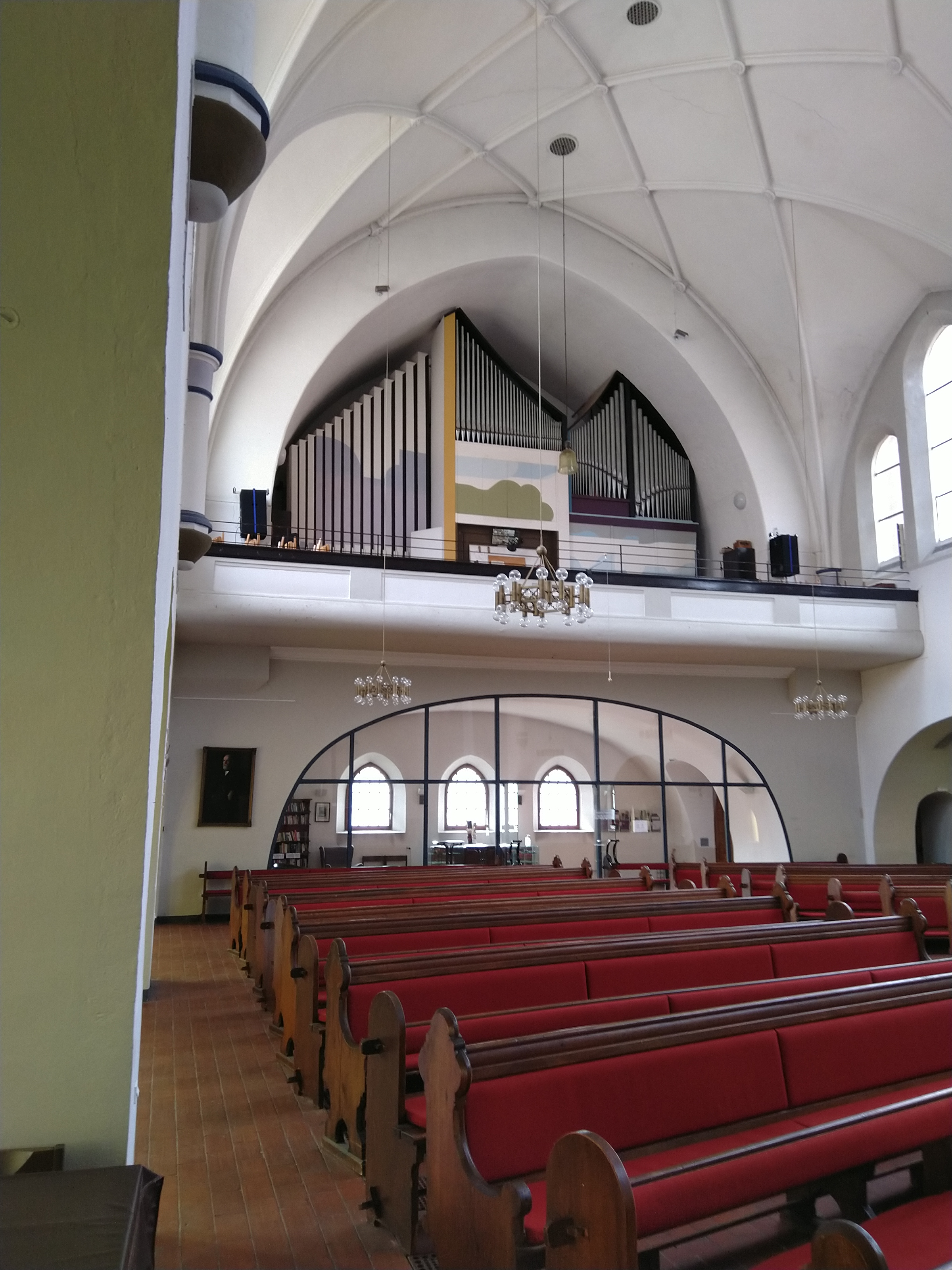
Empore und Orgel

Die Kirche wurde im Zweiten Weltkrieg stark beschädigt. Beim Wiederaufbau wurde das Gewölbe als einfaches Tonnengewölbe mit Stichkappen wiederhergestellt, das ursprüngliche Netzgewölbe ist nur noch nahe der Orgelempore erhalten. Von den Portalen auf der West- und Nordseite gelangt man jetzt zunächst in ein Foyer, das sich durch eine Glaswand zum Kirchenschiff hin öffnet. Der Altarraum wird durch ein schlichtes Kreuz dominiert; er ist nur wenig vom Kirchenschiff abgesetzt. Die farbliche Gestaltung der Architekturelemente und Fenster hat Hans Kock entworfen.
Die Orgel auf der Empore im hinteren Teil der Kirche wurde 1964/65 von Orgelbauer Eberhard Tolle aus Resten alter Kieler Orgeln zusammengebaut. 1979 wurde sie von Rudolf Neuthor überarbeitet und 2023 von der Manufaktur Paschen Kiel Orgelbau technisch überholt und neu intoniert. Das Instrument verfügt über 38 Register auf drei Manualen und Pedal.

## Glocken
Die Glocken der Ansgarkirche mussten im Ersten Weltkrieg abgeliefert werden und wurden 1926 durch drei neue Eisenhartgussglocken ersetzt, die von der Firma Schilling & Lattermann in Apolda (Thüringen) gegossen wurden:
| Nr. | Name              | Nominal | Gießer                         | Gussjahr | Gewicht (kg) | Durchmesser (cm) | Inschrift |
| --- | ----------------- | ------- | ------------------------------ | -------- | ------------ | ---------------- | --- |
| 1   | Kriegsopferglocke | cis¹-1  | Schilling & Lattermann, Apolda | 1926     | 2.200        | 1.760            | Geopfert einst für Deutschlands Wehr, kling ich aufs neu zu Gottes Ehr. 1917–1926                                                                     |
| 2   | Ansgarglocke      | e¹-6    | Schilling & Lattermann, Apolda | 1926     | 1.300        | 1.490            | Land, Land, Land, höre des Herrn Wort. Dem Gedächtnis Ansgars 826–1926.                                                                               |
| 3   | Friedensglocke    | fis¹-8  | Schilling & Lattermann, Apolda | 1926     | 900          | 1.380            | Kommt, es ist alles bereit. Sünd ok de Tieden noch so swar, De Glow und Leew kriegt allens klar. Erneuert durch die Opferwilligkeit der Gemeinde 1926 |

## Pastoren
Pastoren der Ansgarkirche waren:
| - Karl Friedrich Michaelsen, 1888–1919 - Johannes Cornelius Jansen, 1903–1934 - Hans Anton Iver Bertelsen, 1919–1930 - Johannes Wilhelm Hans Jessen, 1930–1943 - Peter Friedrich Wilhelm Schütt, 1931–1933 - Johannes Hagge, 1933–1961 - Christian Heinrich Karl Johannes Chalybaeus, 1934–1945 - Wilhelm Johannes Thoböll, 1948–1959 - Peter Wilhelm Gertz, 1952–1973 - Dietrich Wilhelm Mess, 1959–1965 | - Gerd Bernhard von Homeyer, 1960–1965 - Hans-Otto Schumann, 1961–1973 - Peter Heinz Neumann, 1963–1966 - Reinhard Theodor Peine, 1967–2000 - Günter Harig, 1974–1977 - Ulrich Reetz, 1974–1990 - Andreas Hertzberg, 1977–1998 - Joachim Liß-Walther, 1994–2008 - Carmen Peter, 1999–2005 - Hajo Peter, 1999–2005 |

## Bildmotiv
Eine Darstellung der Ansgarkirche wurde als Motiv auf dem Kieler Weihnachtsbecher 2003 verwendet.